# 森歓之助
森 歓之助（もり かんのすけ、1894年 - 1960年）は、日本の造園家、作庭家、造園教育者。
造園指導者として人材育成にあたる傍ら、多くの造園作品を残す。大別して住宅庭園や公園緑地（遊園地等）庭園、学校庭園等が多いが、設計のほか施工監督指導等になるものも含めると作品数は多数に及ぶ。

## 経歴と業績
佐賀県唐津市生まれ。
1914年（大正3年）、千葉県立園芸専門学校（現・千葉大学園芸学部）卒業ののち、一時、当時宮内省出入の植木師として名のあった東京府下戸塚の小川重次郎方に徒弟として造園実務にたずさわった。1915年、恩師本郷高徳の推挙で大阪府吏員となり、大屋霊城と共に府営住吉公園改良工事に従事することとなる。
1922年、母校である千葉県立高等園芸学校（1914年4月に改称）の助教授となる。1929年、同校は文部省に移管されて千葉高等園芸学校となり、唯一の官立高等園芸学校となっている。1931年（昭和6年）から1934年にかけては欧米を長期出張視察。米国マサチューセッツ州立大学造園学部では1年間造園学研究に勤しんだ。1934年教授就任。1944年退職するまで、同校で教鞭をとり造園界で活躍する人材育成に当たった。

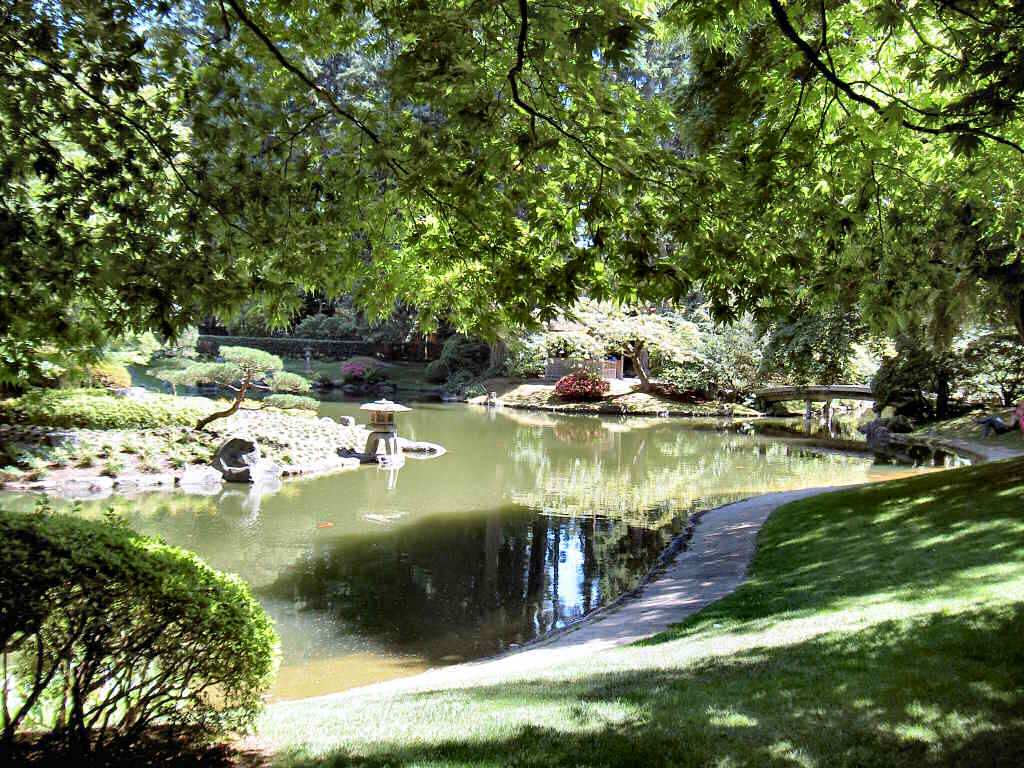
新渡戸記念庭園

園芸学校を退官後、民間会社のほか東京農業大学、恵泉女子大学、山形大学等で造園学を講じ、また留学経験から語学に堪能であったためしばしば海外各地に長期出張して、現地で造園の実施指導あるいは設計施工の監督に当っている。
海外における作品では、1958年（昭和33年）インドにコロンボ・プランの政府派遣技術者として滞在、デリー及びニューデリーを中心として日本庭園ほか公園・庭園を数多く設計。翌年には、カナダ・バンクーバーのブリティッシュコロンビア大学構内に新渡戸記念庭園を設計施工。この間同大学で客員教授として1年間造園学を講した。
長崎県諌早市にある県立農林センター造園の設計指導に出張した帰途に大阪国際空港で急逝。